# Hurra, wir sind mal wieder Junggesellen!
Hurra, wir sind mal wieder Junggesellen! ist der Titel einer deutschen Filmkomödie von Harald Philipp aus dem Jahr 1971. Uraufführung war am 14. Januar 1971.

## Handlung
Frisch geschieden von seiner dritten Ehefrau genießt der Rechtsanwalt Jochen Brinkmann sein neugewonnenes Junggesellenleben. Gesellschaft dabei leisten ihm seine alten Freunde, der Eheberater Willi und der Standesbeamte Georg. Unbemerkt von den drei skatspielenden und trinkfesten Schwerenötern schmiedet Jochens Ex-Frau Suseka, gemeinsam mit den „Ehemaligen“ der anderen beiden, Rachepläne. Sie wollen ihre Männer so weit bringen, dass sie reumütig sind, um sie dann eiskalt abblitzen zu lassen.
In einem „Ball Paradox“ Tanzcafé erwarten die Exfrauen ihre Männer bereits, und bei einer Dachgartenparty werden sie durch einige Studenten richtig eifersüchtig gemacht. Die listige Tante Agathe aber fädelt schließlich ein Zusammentreffen aller in Garmisch ein, wo sich herausstellt, dass die Beteiligten doch nicht voneinander lassen können.

## Kritiken
- Das Lexikon des internationalen Films bezeichnete die Produktion als „ein mit Schlagern und Kalauern garniertes kümmerliches Lustspiel“ und fand: „Mit deutscher Gründlichkeit wühlt der Film in Opas Witz-Kiste, wobei vom freudschen Versprecher bis zur Sexzote alles vertreten ist“[1]

- Der Filmbeobachter befand, der unvermögende Regisseur Harald Philipp habe „das ohnehin schon niedrige Niveau des sogenannten deutschen Lustspiels noch etwas tiefer“ gedrückt.[2]

## Nachweise
1. ↑  Hurra, wir sind mal wieder Junggesellen! In: Lexikon des internationalen Films. Filmdienst, abgerufen am 22. August 2017.
2. ↑  http://de.tv.yahoo.com/12022009/20/hurra-junggesellen.html